# 에드 버나드
에드 버나드(Ed Bernard, 1939년 7월 4일 ~ )는 미국의 배우이다. 필라델피아에서 태어났다.

## 방송
- 탐정수첩
- 여형사 페페

## 영화
- 벌거벗은 증인 (2002년)
- 피노키오 신드롬 (1996년)
- 걸 인 더 캐딜릭 (1995년)
- 머나먼 여정 (1993년)
- 전화로만 끝내 주세요 (1992년)
- 서바이벌 게임 (1987년)
- 탐정수첩 (1983년)
- 블루 썬더 (1983년)
- 후커와 로마노 (1982년)
- 언웨드 파더 (1974년)
- 여형사 페페 (1974년)
- 애증의 덫 (1974년)
- 핫 락 (1972년)
- 비련의 110번가 (1972년)